# スターク郡 (オハイオ州)
スターク郡（英: Stark County）は、アメリカ合衆国オハイオ州の東部に位置する郡である。人口は37万4853人（2020年）。郡庁所在地はカントンであり、同郡で人口最大の都市である。
スターク郡はカントン・マシロン都市圏に属している。郡名はアメリカ独立戦争の軍人ジョン・スタークに因んで名付けられた。

## 歴史
スターク郡はアメリカ独立戦争で大陸軍に仕えた英雄ジョン・スターク将軍（1728年8月28日 - 1822年5月8日）に因んで名付けられた。1777年のベニントンの戦いで傑出した働きをしたので、「ベニントンの英雄」として広く知られるようになった。
20世紀後半、スターク郡の選挙での投票動向は二大政党の間を揺れ動き、アメリカ合衆国大統領選挙では当選者を密に追いかけている。接戦州であるオハイオ州の中でも、スターク郡は勝利の動向を占う典型的な郡と見なされており、大統領候補者はこの地域を何度も訪れるのが習慣となった。マスメディアも郡の選挙結果を常に注目している。特に「ニューヨーク・タイムズ」は、10年間以上にわたって各選挙に関する記事で、郡民とその選挙に対する関心を取り上げてきた。
2008年、副保安官が犯罪犠牲者を裸にして所持品検査を行う様子を写したビデオテープが公開され、議論や抗議の波が起こった。その後同じようなことをされたという5人の女性が出てきた。

## 地理
アメリカ合衆国国勢調査局に拠れば、郡域全面積は580.53平方マイル (1,503.6 km2)であり、このうち陸地575.27平方マイル (1,489.9 km2)、水域は5.26平方マイル (13.6 km2)で水域率は0.91%である。

### 隣接する郡
- ポーテージ郡 - 北
- マホニング郡 - 北東
- コロンビアナ郡 - 東
- キャロル郡 - 南東
- タスカラワス郡 - 南
- ホームズ郡 - 南西
- ウェイン郡 - 西
- サミット郡 - 北西

### 国立保護地域
- ファーストレディーズ国立歴史史跡

## 人口動態
以下は2000年国勢調査による人口統計データである。
| 基礎データ - 人口: 378,098人 - 世帯数: 148,316 世帯 - 家族数: 102,782 家族 - 人口密度: 253人/km2（656人/mi2） - 住居数: 157,024軒 - 住居密度: 105軒/km2（272軒/mi2） 人種別人口構成 - 白人: 90.28% - アフリカン・アメリカン: 7.20% - ネイティブ・アメリカン: 0.24% - アジア人: 0.54% - 太平洋諸島系: 0.02% - その他の人種: 0.29% - 混血: 1.43% - ヒスパニック・ラテン系: 0.92% 年齢別人口構成 - 18歳未満: 24.8% - 18-24歳: 8.3% - 25-44歳: 27.8% - 45-64歳: 24.0% - 65歳以上: 15.1% - 年齢の中央値: 38歳 - 性比（女性100人あたり男性の人口） - 総人口: 92.4 - 18歳以上: 88.4 | 世帯と家族（対世帯数） - 18歳未満の子供がいる: 31.0% - 結婚・同居している夫婦: 54.2% - 未婚・離婚・死別女性が世帯主: 11.5% - 非家族世帯: 30.7% - 単身世帯: 26.1% - 65歳以上の老人1人暮らし: 10.9% - 平均構成人数 - 世帯: 2.49人 - 家族: 3.00人 収入と家計 - 収入の中央値 - 世帯: 39,824米ドル - 家族: 47,747米ドル - 性別 - 男性: 37,065米ドル - 女性: 23,875米ドル - 人口1人あたり収入: 20,417米ドル - 貧困線以下 - 対人口: 9.2% - 対家族数: 6.8% - 18歳未満: 12.9% - 65歳以上: 6.6% |

## 郡区

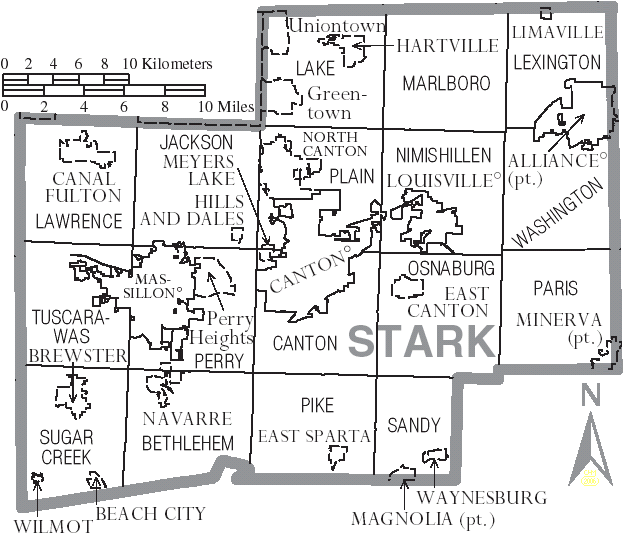
スターク郡図

スターク郡は下記17の郡区に分割されている。
| - ベツレヘム - カントン - ジャクソン - レイク - ローレンス - レキシントン | - マールボロ - ニミシレン - オスナバーグ - パリス - ペリー - パイク | - プレーン - サンディ - シュガークリーク - タスカラワス - ワシントン |

### 都市
| - カントン - 郡庁所在地 - アライアンス - マシロン - ノースカントン - キャナルフルトン - ルイスビル |

### 村
| - ビーチシティ - ブリュースター - イーストカントン - イーストスパータ | - ハートビル - ヒルズアンドデールズ - ライマビル - マグノリア - ミナーバ | - マイアーズレイク - ナバーレ - ウェインズバーグ - ウィルモット |

### 国勢調査指定地域
| - グリーンタウン - ペリーハイツ - ユニオンタウン |

### 未編入の町
| - エイボンデール - カイロ - マーチャンド - マクシモ | - ミドルブランチ - ニューフランクリン - ノースインダストリー - ノースローレンス | - パリス - リッチビル - ロバーツビル - ウェーコ |